# Eparchia kamieniecko-podolska (Patriarchat Moskiewski)
Eparchia kamieniecko-podolska – jedna z eparchii Ukraińskiego Kościoła Prawosławnego Patriarchatu Moskiewskiego. Jej obecnym biskupem ordynariuszem jest metropolita kamieniecko-podolski i gródecki Teodor (Hajun), zaś funkcje katedry pełni sobór św. Aleksandra Newskiego w Kamieńcu Podolskim.

Eparchia kamieniecko-podolska na tle podziału administracyjnego UKP PM

Eparchia w obecnych granicach funkcjonuje od 1993, jako kontynuatorka tradycji eparchii podolskiej Patriarchatu Moskiewskiego istniejącej w latach 1795–1950. Jej pierwszym zwierzchnikiem był w latach 1993–1997 arcybiskup Nikanor (Juchimiuk). Po jego śmierci katedrę kamieniecko-podolską objął biskup Teodor (Hajun), który sprawuje godność biskupią do dziś.

W skład eparchii wchodzi 5 dekanatów:
- kamieniecko-podolski
- dunajowiecki
- gródecki
- nowouszycki
- czemerowiecki[4].

Na terytorium eparchii działa jeden klasztor:
- monaster Trójcy Świętej w Satanowie – żeński[5].